# Calvaire de la chapelle de Lancerf
Le calvaire de la chapelle de Lancerf est situé à Ploubazlanec en France.

## Localisation
Le calvaire est situé sur la commune de Ploubazlanec, dans le département des Côtes-d'Armor en région Bretagne.

## Description
Ce calvaire était anciennement situé à Plourivo. La chapelle appartiendrait au XVIe siècle, mais aurait subi des modifications importantes aux XVIIe siècle et XIXe siècle. Elle comporte une nef avec deux petites chapelles formant transept et un porche latéral sud. Le seul élément intéressant est le petit calvaire, probablement du XVIIIe siècle, qui doit provenir du cimetière qui entourait l'église, et qui a été placé au sommet de l'arc du portail sud. Cette chapelle conserverait les restes d'un fils et d'un petit-fils de Napoléon III.

## Historique
Le calvaire est inscrit au titre des monuments historiques par arrêté du 6 mai 1927.

## Protection
La chapelle de Lancerf (sur la commune de Plourivo) , inscrite en totalité par arrêté du 6 mai 1927, a été rayée de l'inventaire supplémentaire des monuments historiques - à l'exception du calvaire placé au sommet de l'arc du portail sud - par arrêté du 27 juillet 1938.